# Jacques Sémelin
Jacques Sémelin (Le_Plessis-Robinson, 1951) è uno storico e politologo francese, professore presso l'Istituto di studi politici di Parigi e direttore di ricerca presso il Centre National de la Recherche Scientifique. Ha fondato la Online Encyclopedia on Mass Violence.